# Coelotes miyakoensis
Coelotes miyakoensis là một loài nhện trong họ Amaurobiidae.
Loài này thuộc chi Coelotes. Coelotes miyakoensis được miêu tả năm 2000 bởi Shimojana.